# Grynocharis oblonga
Grynocharis oblonga es una especie de coleóptero de la familia Trogossitidae.

## Distribución geográfica
Habita en Europa.